# Mezquita Langarota
La Mezquita Langarota (en uzbeko: Langarota masjidi; en persa: مسجد لانگاروتا‎) es un monumento arquitectónico ubicado en el pueblo de Katta Langar en la región de Qashqadaryo, que data de la primera mitad del siglo XVI. La mezquita es típica de las regiones montañosas de Asia Central y consta de dos habitaciones y una terraza en la entrada.

## Historia
Según fuentes históricas, esta mezquita, conocida popularmente como "Khazrat Langar Ota", fue construida en el año 1448 por un hombre llamado Abul Hasan Sheikh. La construcción de la mezquita se llevó a cabo con el apoyo de organizaciones benéficas y patrocinadores. Según algunos relatos, Abul Hasan inició este proyecto después de recibir una carta de su mayor en Bujará.

## Ubicación
La mezquita Langar Ota está situada en una colina en el pueblo de Langar en el distrito de Qamashi. El pueblo está situado entre la cordillera de Gissar, aproximadamente a 25-30 kilómetros del pueblo de Kyzyltepa.

## Arquitectura
La mezquita cuenta con una terraza, cuatro mihrabs, dos salas de oración, siete puertas y diecinueve columnas. Se especula que la mezquita construida inicialmente era pequeña y luego ampliada. En consecuencia, las dos salas de oración se denominan mezquitas grande y pequeña.
En la terraza se encuentran dos filas de altas columnas talladas. El techo está adornado en un estilo tradicional, con vigas y vigas intrincadamente pintadas con motivos florales, sostenido por cuatro columnas en la pequeña sala de oración y cinco columnas en la gran sala de oración. La pequeña sala de oración es muy antigua y tiene paredes gruesas. Posteriormente se construyó junto a él una gran sala y una terraza compartida.
La altura de la mezquita es de 11 metros, con una superficie total de 32x32 metros.
El altar está adornado con inscripciones escritas en escritura zuluz. Las inscripciones decorativas contienen fechas de 1519-1520, 1562-1563, 1748 y 1807-1808 (fechas de construcción y reconstrucción). Los azulejos están dispuestos a lo largo de las paredes en estilo mosaico, algunos pulidos con inscripciones en árabe y en un idioma desconocido. El esplendor de la decoración de la gran sala reside en los colores de los azulejos. Los adornos del altar y las paredes están bien conservados. Fragmentos de azulejos amarillos y naranjas con bordes azules, naranjas y blancos están fijados al suelo negro en líneas de paneles. Las superficies de los motivos están adornadas con tres patrones diferentes de estrellas y "ochos" oscuros, mientras que el centro está adornado con pintura dorada. La parte inferior está separada de la planta principal por cenefas lisas de mármol gris dorado.
La exquisita artesanía de la mezquita también es evidente en las celosías talladas de yeso en sus ventanas, columnas, columnas de mármol y capiteles.

## Mausoleo de Langarota
Los monumentos del mausoleo de Langarota se construyeron entre finales del siglo XV y mediados del XVI. Se han conservado sagas sobre los influyentes jeques de Langarota Muhammad Sadiq (1465-1545), Abul Hasan (1491-1592) y otros, así como sagas sobre princesas timúridas y sus composiciones.
El mausoleo (que tiene unas dimensiones de 140x12,5 metros) posee una sola habitación (que mide 5,2x5,2 metros) con un techo abovedado, que descansa sobre una cúpula de cuatro cruces. Los arcos en forma de escudo están enrejados, los estantes están adornados con motivos de capiteles tallados y los arcos presentan talla policromada de dos capas. Se colocaron ladrillos en los estilos "bandak" y "mavdj" en la superficie del mausoleo.

## Reconstrucción
A juzgar por las inscripciones en la parte superior de la columna de la sala principal de la mezquita, fue reconstruida por el maestro Muhammadiyar en el año 1362 según el calendario Higri (1905 d. C.) 
Durante la época de la Unión Soviética, las autoridades llevaron a cabo una serie de trabajos de reconstrucción en este territorio.
Hoy en día, en esta mezquita se conserva una copia facsímil del Corán Katta Langar, un ejemplo famoso del Sagrado Corán escrito en escritura cúfica.